# My Brave Face
My Brave Face è un brano di Paul McCartney, estratto come singolo dall'album Flowers in the Dirt. Scritta da McCartney e Elvis Costello, My Brave Face è uno dei brani più acclamati di Flowers in the Dirt. Ha raggiunto la posizione numero 18 nel Regno Unito, una settimana dopo il suo debutto, e la numero 25 negli Stati Uniti, 7 settimane dopo il suo debutto, rendendo il brano l'ultimo di McCartney nella Top 40 statunitense.

## Registrazione
My Brave Face è stata registrata prima durante le sessioni supervisionate da McCartney e Costello nei primi mesi del 1988. Alcuni brani di questa session sono stati poi utilizzati nel documentario di McCartney Put It There, ma a parte questo non sono stati più usati. La versione finale del brano venne ri-registrata nello stesso anno presso gli Olympic Studios di Londra, con Mitchell Froom come produttore. Secondo Put It There, Costello ha chiesto a McCartney di portare il suo basso Hofner a forma di violino, che non aveva suonato per anni, per la sessione di registrazione. Paul utilizza ancora questo basso, oltre al Rickenbacker 4001 e il suo Wal 5-String su misura.

## Videoclip
Il video musicale di My Brave Face è stato girato nel mese di aprile del 1989, diretto da Roger Lunn. È stato spesso visto sui canali video in quell'anno, e fu pubblicato nel 2007 nella raccolta tripla The McCartney Years. Protagonista è un giapponese fanatico di McCartney che acquista memorabilia di McCartney, film e audio per mezzo di rapina, e, presumibilmente, attraverso Sotheby's. Il video è stato girato sia in bianco e nero che a colori, e contiene rari video di lui con i Beatles e con gli Wings.
C'è un video di lui e il resto dei Beatles mentre fanno il Charleston, e lui e Linda accolti da persone a New Orleans. Alla fine, il fanatico giapponese viene arrestato, e si vede una clip di McCartney che guarda la telecamera, con il commento audio aggiunto nel 2007 dallo stesso McCartney che dice: "Cosa ti aspettavi?".

## Personale
- Paul McCartney - basso, chitarra acustica, tamburino, voce
- Linda McCartney - cori
- Hamish Stuart - chitarra elettrica, chitarra acustica, cori
- Chris Whitten - batteria
- Robbie McIntosh - chitarra elettrica, chitarra acustica
- Mitchell Froom - tastiere
- David Rhodes - chitarra EBow
- Chris David - sassofono
- Chris White - sassofono
- Dave Bishop - sassofono[2]

## Tracce singolo
Questa canzone è stata pubblicata in molti formati, tra cui lo standard da 45 giri, maxi-singolo da dodici pollici, una singola cassetta, e un CD singolo.

### 45 giri
- Lato A:

1. My Brave Face

- Lato B:

1. Flying to My Home

### Singolo 12"
- Lato A:

1. My Brave Face
2. Flying to My Home

- Lato B:

1. I'm Going to Be a Wheel Someday
2. Ain't That a Shame

### CD singolo
1. My Brave Face
2. Flying to My Home
3. I'm Gonna Be a Wheel Someday
4. Ain't That a Shame